# SMS Csepel
Lo SMS Csepel è stato un cacciatorpediniere della k.u.k. Kriegsmarine, terza unità della classe Tátra. Partecipò a svariate azioni di flotta nel corso della prima guerra mondiale e, dopo la sconfitta dell'Impero austro-ungarico, fu ceduto come riparazione di guerra al Regno d'Italia: la Regia Marina lo immise in servizio con il nuovo nome di Muggia e inquadrato nella classe Fasana, vale a dire il gruppo di cacciatorpediniere avuti dalla k.u.k. Kriegsmarine. Fu adoperato per addestramento, pattugliamento e rappresentanza all'estero. Nel 1929 si incagliò e affondò al largo di Amoy (Cina).

## Caratteristiche tecniche
Lo Csepel presentava una lunghezza alla linea di galleggiamento di 84 metri, una larghezza massima di 7,80 metri e un pescaggio da 2,42 metri (normale) a 3,20 metri (massimo). Era armato con due cannoni Škoda K10 da 100 mm lunghi 47 calibri (L/50), montati su affusti individuali uno a prua e uno a poppa; sei pezzi Škoda K10 da 66 mm L/45 a fuoco rapido su altrettanti supporti singoli (tre per fiancata), due dei quali furono poi rimpiazzati con la versione contraerea BAG (Ballon-Abwher Geschütz); due impianti binati con tubi lanciasiluri da 450 mm; una mitragliatrice Schwarzlose M.07/12 da 8 mm e un certo numero di bombe di profondità. L'apparato motore, capace di sviluppare 32,6 nodi (circa 62 km/h), era formato da sei caldaie Yarrow, due turbine AEG Curtis, due alberi motore con elica e generava circa 20 550 shp, garantendo un'autonomia di 1 600 miglia alla velocità di 12 nodi (circa 2 950 chilometri a 22,8 km/h). L'equipaggio contava 104-105 uomini.

## Storia

### Il servizio nella Marina austroungarica
Completato nel 1913 per conto della k.u.k. Kriegsmarine, il cacciatorpediniere si chiamava originariamente Csepel e faceva parte di una classe di sei unità (Tátra, Lika, Triglav, Orjen e Balaton) piuttosto grandi e bene armate, la più moderna classe di cacciatorpediniere della Marina austroungarica.
Lo Csepel partecipò attivamente alla prima guerra mondiale, prendendo parte a numerosi scontri. La sua attività bellica può essere così riassunta:
- il 24 maggio 1915 partecipò, insieme all'esploratore Helgoland ed ai gemelli Tatra e Lika, ad un combattimento al largo di Barletta nel quale fu affondato il cacciatorpediniere italiano Turbine[4];
- il 28 luglio dello stesso anno prese parte, unitamente agli esploratori Saida ed Helgoland e ad un folto gruppo di siluranti, al bombardamento e ad un tentativo di sbarco a Pelagosa, occupata da truppe italiane[4];
- il 29 dicembre 1915 prese parte alla battaglia di Durazzo, durante la quale prese a rimorchio il Triglav, danneggiato dall'urto contro mine (e poi affondato), ma ebbe un'elica consumata dall'incattivimento del cavo di rimorchio[4];
- il 26 febbraio 1916 lo Csepel, l’Helgoland e vari altri cacciatorpediniere salparono da Cattaro per attaccare i mercantili e le navi da guerra alleate a Durazzo, ma non li trovarono perché l'evacuazione della città era ormai conclusa[4];
- il 4 maggio 1916 lo Csepel fu silurato dal sommergibile francese Bernouilli mentre si trovava nella base di Cattaro: benché privo della poppa, il cacciatorpediniere rimase a galla e poté essere riparato (le riparazioni furono tuttavia molto lunghe)[5][6];
- il 15 maggio 1917 prese parte alla battaglia del canale d’Otranto attaccando, insieme al Balaton, un convoglio italiano composto dai piroscafi Bersagliere, Carroccio e Verità e scortato dal cacciatorpediniere Borea sulla rotta Gallipoli-Valona: mentre il Balaton attaccava i mercantili (affondando il Carroccio ed incendiando il Verità, mentre il Bersagliere riuscì ad allontanarsi riportando solo danni lievi), lo Csepel affondò il Borea. Csepel e Balaton si scontrarono poi con un gruppo di esploratori e siluranti anglo-italiani, durante il quale il Balaton ebbe alcuni danni e l'esploratore italiano Aquila fu immobilizzato[4];
- il 19 ottobre 1917 partecipò a un inconcludente scontro nelle acque tra Brindisi e Cattaro, insieme all'esploratore Helgoland e ad altri cinque cacciatorpediniere, con una numerosa formazione navale anglo-franco-italiana (3 incrociatori leggeri, 4 esploratori, 11 cacciatorpediniere)[4];
- il 22 aprile 1918 lo Csepel prese parte ad un combattimento, privo di risultati di rilievo, tra una formazione di cacciatorpediniere austro-ungarici (Triglav, Uskoke, Dukla, Csepel, Lika) e due unità similari britanniche (Hornet e Jackal) nel Canale d'Otranto;
- il 10 luglio 1918 prese parte ad un'incursione (poi interrotta causa il fallimento dell'effetto sorpresa) contro lo sbarramento del canale d'Otranto, unitamente agli esploratori Helgoland e Novara ed ai gemelli Tatra  e Triglav, in preparazione dell'attacco poi interrotto a causa dell'affondamento della corazzata Szent Istvan[4].

### Il servizio nella Regia Marina
Dopo la conclusione della prima guerra mondiale, l'Italia ottenne, in conto di riparazione dei danni di guerra, la cessione di sette unità della classe Tátra, che andarono a formare la classe Fasana.
Incorporato nella Regia Marina nel 1919, lo Csepel ricevette il nuovo nominativo di Muggia. Dopo la cessione fu subito sottoposto ad approfonditi lavori di rimodernamento, al termine dei quali l'armamento risultò essere composto da due cannoni da 100/47 mm e sei da 66/47 mm (4 cannone antinave e 2 contraerei), oltre all'armamento silurante da 450 mm. Terminati i lavori, il Muggia entrò in servizio nel 1923.
Nei primi tre anni di servizio sotto bandiera italiana la nave operò nell'Egeo, in Mar Nero e nel Dodecaneso, recandosi anche a Costantinopoli.
Nel 1926 salpò per l'Estremo Oriente ed il 10 marzo 1927 approdò a Shanghai, mentre scoppiava la guerra civile.
Navigò sia lungo le coste cinesi, tra Hong Kong e Dairen, sia lungo i fiumi.
Nel 1929 il Muggia fu declassato a torpediniera.
Nella notte tra il 25 ed il 26 (o tra il 26 ed il 27) marzo 1929, in navigazione da Amoy a Shanghai, la nave, causa la densa coltre nebbiosa, andò ad urtare la scogliera di Finger Rock sull'isola di Hea Chu (nell'arcipelago delle Taichow) e, con lo scafo squarciato dall'urto, andò a fondo.
L'intero equipaggio del Muggia, 112 uomini, poté raggiungere a nuoto l'isola, dove riparò in una caverna. Recuperati dal piroscafo giapponese Matsumoto Maru, gli uomini del cacciatorpediniere furono sbarcati a Wu-sung, dove furono presi a bordo dell'esploratore Libia.